# Veenkolonie

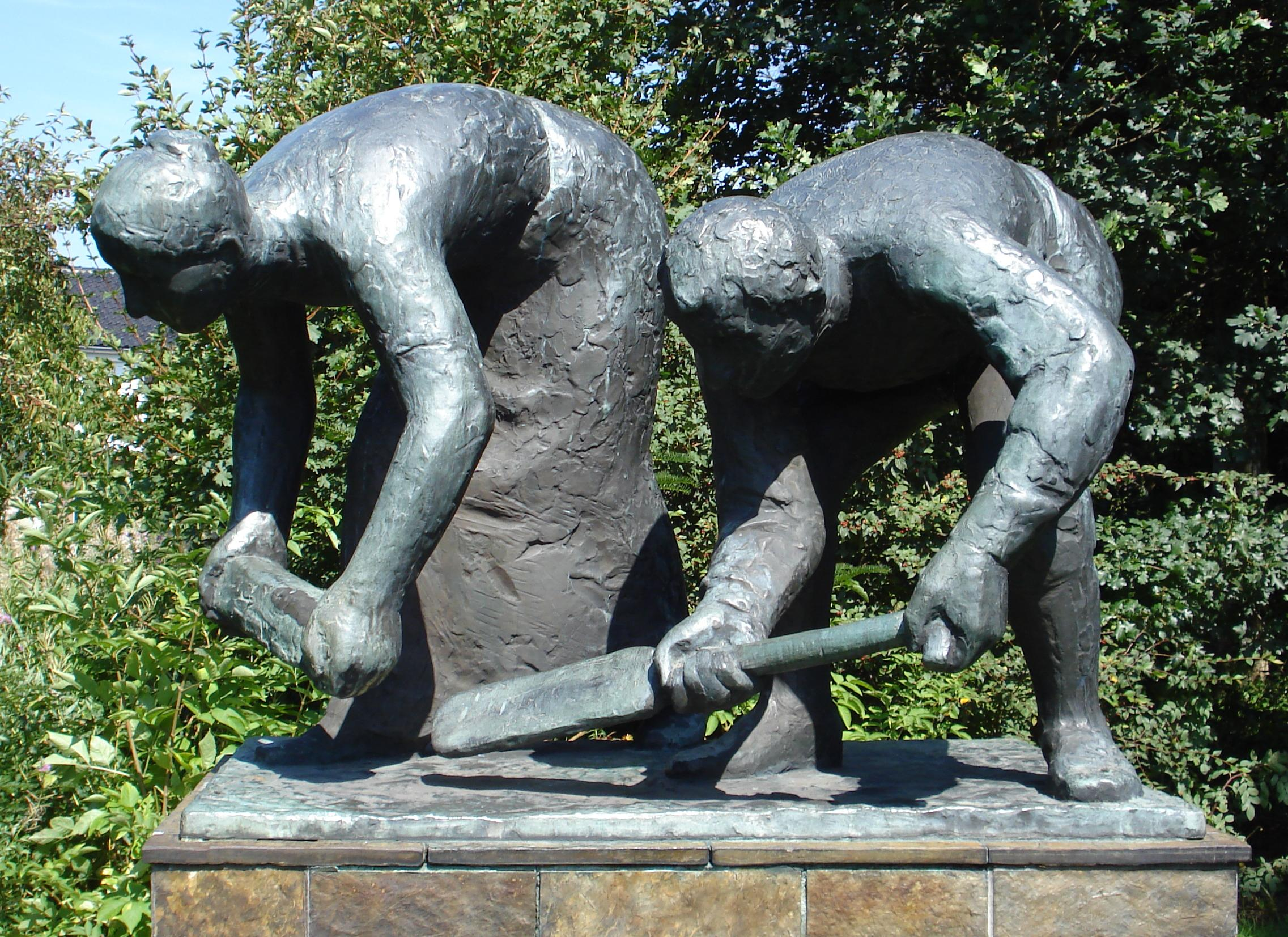
Turfgravers door Han Wezelaar (Hoogeveen)

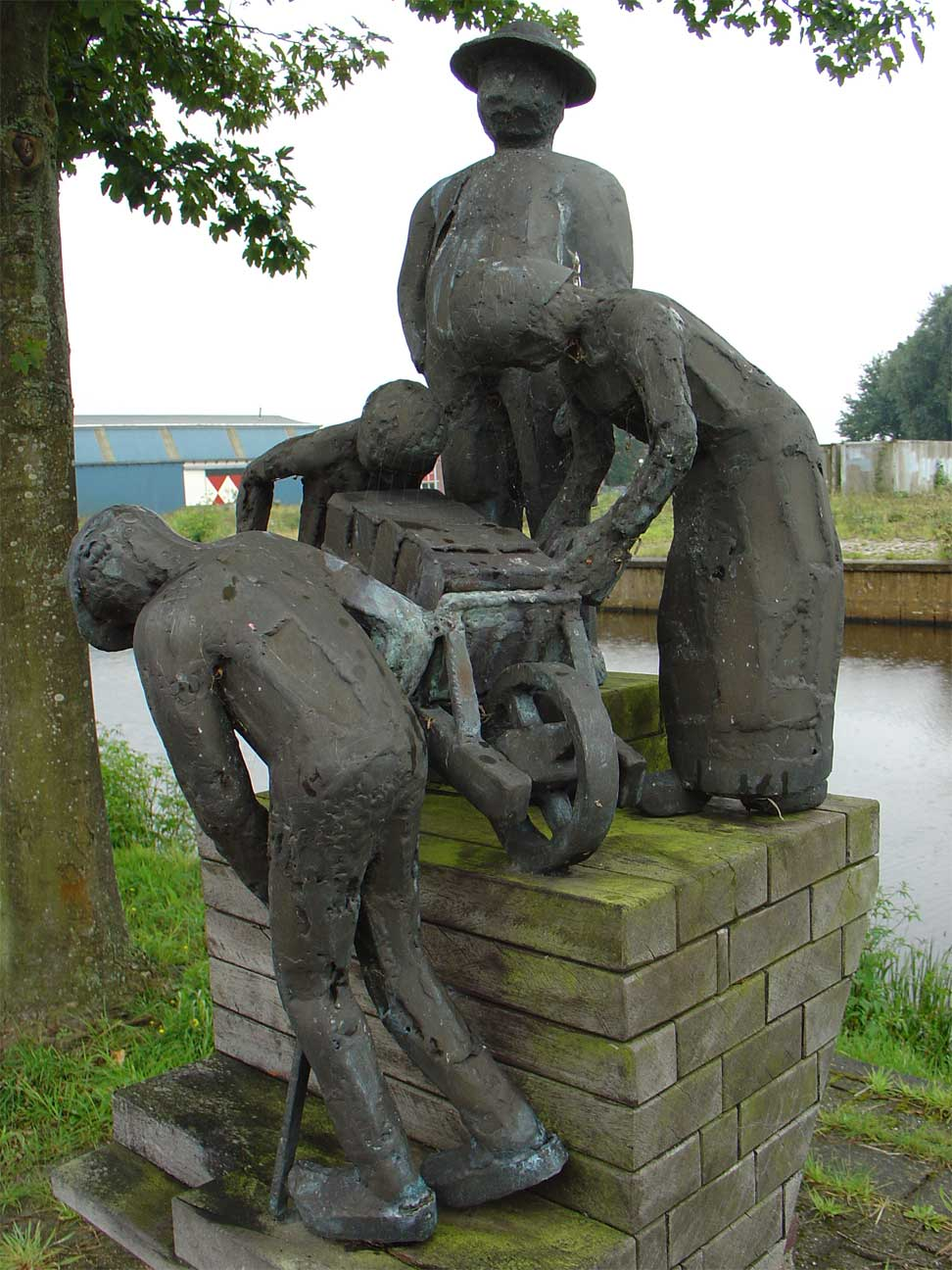
De veenarbeiders (Eexterveenschekanaal)

Een veenkolonie is een nederzetting die is ontstaan doordat arbeiders naar een gebied trokken waar hoogveen werd afgegraven voor de productie van turf.
Met de aanduiding Veenkoloniën wordt meestal gedoeld op de streek in het oosten van de Nederlandse provincies Groningen en Drenthe. Hier lag het Bourtangermoeras dat vanaf omstreeks 1600 in cultuur werd gebracht. Zie ook het artikel Groninger Veenkoloniën.
De oudste veenkoloniën in dit gebied (Kropswolde, Wildervank) liggen het dichtst bij de stad Groningen. De grootschalige vervening in Zuidoost-Drenthe begon pas vanaf 1850, nadat de eerste grote kanalen (Verlengde Hoogeveense Vaart en Oranjekanaal vanuit het westen en het Scholtenskanaal vanuit het noorden) waren gegraven. Het veen in Zuidoost-Drenthe bevatte een dikke bolsterlaag. Deze werd voornamelijk fabrieksmatig verwerkt tot turfstrooisel. 
Veenkoloniën zijn ook buiten dit gebied te vinden: in Zuid-Drenthe en Noord-Overijssel (Hoogeveen, Dedemsvaart), in Friesland: Heerenveen en een tweetal in de Peel: Helenaveen en Griendtsveen. De eerste veenkoloniën van Nederland zijn gesticht in de Langstraat in West-Brabant, in de middeleeuwen onderdeel van het Graafschap Holland. Voorbeelden zijn  Roosendaal en 's Gravenmoer. 
De meeste veenkoloniën worden gekenmerkt door hun langgerekte ligging langs een kanaal met lintbebouwing, bijvoorbeeld Valthermond. In veel gevallen is dat kanaal intussen gedempt zoals bij Gasselternijveen en Gasselternijveenschemond, Nieuw-Buinen, 1e Exloërmond, 2e Exloërmond, Nieuw-Weerdinge en Valthermond. Er zijn echter ook veenkoloniën die niet zijn ontstaan langs een kanaal, maar langs een weg. Dat geldt met name voor een aantal veenkoloniën in Drenthe zoals Zuidlaarderveen, Eexterveen, Gieterveen, Drouwenerveen, Buinerveen en Exloërveen. 
Het ontgonnen veengebied rond de Friese Stellingwerven, het Drentse Westerveld en het Groningse Vredewold worden ook wel de veenkoloniën genoemd. Hierdoor kan er verwarring ontstaan rond de benaming veenkoloniën. 

## Sociale verhoudingen
In de veenkoloniën bestonden grote sociale verschillen. De hoogste sociale laag bestond uit veenbazen. Deze hadden grote stukken moeras opgekocht en lieten deze door arbeiders ontginnen. Vaak voelden de veenarbeiders zich slecht behandeld waardoor er relletjes en stakingen uitbraken. Boeren maakten de tweede sociale laag uit. Deze kwamen nadat het veen ontgonnen was. Veel veenarbeiders werden na de vervening landarbeider. De derde sociale laag bestond uit turfschippers en hun families. Aanvankelijk vervoerden zij over de langgerekte kaarsrechte kanalen turf, later ook aardappelen en andere agrarische producten. De onderste sociale laag bestond uit veen- en landarbeiders, scheepsknechten en scheepsjagers. De gravers van de kanalen kenden een eigen hiërarchie. De vele kilometers werden met de hand gegraven. De man die onderin stond op de bodem van het kanaal stond het laagste in aanzien en verdiende het minst. De middelste man iets meer en de man die boven aan de wal stond had het meeste aanzien en verdiende dienovereenkomstig. Uit de wereld van het kanalen graven komt dan ook de term 'hogerop komen'. Ondanks het zware werk en de vaak primitieve woonomstandigheden lokte het veen avonturiers uit heel Nederland en Noord-Duitsland.
De dichter Koos Schuur dichtte over het harde bestaan:
Novemberland
'Al wie hier samenkwam uit verre streken,
het land ontgon en zich een woonplaats schiep,
was elders uitgestoten, uitgeweken,
en droeg het hart in haat, tien turven diep.'